# 24 Heures de Daytona 2005
Navigation
Édition précédente Édition suivante
Les 24 Heures de Daytona 2005 (officiellement appelé le Rolex 24 at Daytona 2005), disputées sur les 5 février 2005 et 6 février 2005 sur le Daytona International Speedway sont la quarante-troisième édition de cette épreuve, la trente-neuvième sur un format de vingt-quatre heures, et la première manche des Rolex Sports Car Series 2005. Pour la première fois, toutes les voitures ont utilisé le même fournisseur de pneus étant donné étant donné le partenariat signé avec le fabricant de pneus Hoosier (en).

## Engagés
La liste officielle des engagés était composée de 63 voitures, dont 29 en Daytona Prototypes et 34 en Grand Touring.

## Course
Voici le classement provisoire au terme de la course,.
- Les vainqueurs de chaque catégorie sont signalés par un fond jauni.
- Pour la colonne Pneus, il faut passer le curseur au-dessus du modèle pour connaître le manufacturier de pneumatiques.

| Pos.                 | Classe | N°                   | Écurie                                                    | Pilotes                                                                              | Châssis                      | Pneus | Tours |
| Pos.                 | Classe | N°                   | Écurie                                                    | Pilotes                                                                              | Moteur                       | Pneus | Tours |
| -------------------- | ------ | -------------------- | --------------------------------------------------------- | ------------------------------------------------------------------------------------ | ---------------------------- | ----- | ----- |
| 1                    | DP     | 10                   | SunTrust Racing                                           | Max Angelelli Wayne Taylor Emmanuel Collard                                          | Riley Mk XI                  | H     | 710   |
| 1                    | DP     | 10                   | SunTrust Racing                                           | Max Angelelli Wayne Taylor Emmanuel Collard                                          | Pontiac 5.0 L V8             | H     | 710   |
| 2                    | DP     | 4                    | Howard-Boss Motorsports (en)                              | Butch Leitzinger Elliot Forbes-Robinson Jimmie Johnson                               | Crawford DP03                | H     | 699   |
| 2                    | DP     | 4                    | Howard-Boss Motorsports (en)                              | Butch Leitzinger Elliot Forbes-Robinson Jimmie Johnson                               | Pontiac 5.0 L V8             | H     | 699   |
| 3                    | DP     | 20                   | CITGO-Howard-Boss Motorsports (en)                        | Andy Wallace Jan Lammers Tony Stewart                                                | Crawford DP03                | H     | 699   |
| 3                    | DP     | 20                   | CITGO-Howard-Boss Motorsports (en)                        | Andy Wallace Jan Lammers Tony Stewart                                                | Pontiac 5.0 L V8             | H     | 699   |
| 4                    | DP     | 02                   | New Century Mortgage/Chip Ganassi avec Felix Sabates (en) | Stefan Johansson Cort Wagner Jamie McMurray                                          | Riley Mk XI                  | H     | 698   |
| 4                    | DP     | 02                   | New Century Mortgage/Chip Ganassi avec Felix Sabates (en) | Stefan Johansson Cort Wagner Jamie McMurray                                          | Lexus 4.3 L V8               | H     | 698   |
| 5                    | DP     | 77                   | Doran Racing                                              | Fabrizio Gollin Matteo Bobbi Didier Theys                                            | Doran JE4                    | H     | 697   |
| 5                    | DP     | 77                   | Doran Racing                                              | Fabrizio Gollin Matteo Bobbi Didier Theys                                            | Lexus 4.3 L V8               | H     | 697   |
| 6                    | DP     | 03                   | Target Chip Ganassi Racing avec Felix Sabates (en)        | Scott Dixon Casey Mears Darren Manning                                               | Riley Mk XI                  | H     | 694   |
| 6                    | DP     | 03                   | Target Chip Ganassi Racing avec Felix Sabates (en)        | Scott Dixon Casey Mears Darren Manning                                               | Lexus 4.3 L V8               | H     | 694   |
| 7                    | DP     | 01                   | CompUSA Chip Ganassi Racing avec Felix Sabates (en)       | Scott Pruett Luis Díaz Ryan Briscoe                                                  | Riley Mk XI                  | H     | 688   |
| 7                    | DP     | 01                   | CompUSA Chip Ganassi Racing avec Felix Sabates (en)       | Scott Pruett Luis Díaz Ryan Briscoe                                                  | Lexus 4.3 L V8               | H     | 688   |
| 8                    | DP     | 58                   | Red Bull Brumos Racing (en)                               | David Donohue Darren Law Lucas Luhr Sascha Maassen                                   | Fabcar FDSC/03               | H     | 680   |
| 8                    | DP     | 58                   | Red Bull Brumos Racing (en)                               | David Donohue Darren Law Lucas Luhr Sascha Maassen                                   | Porsche 3.6 L Flat-6         | H     | 680   |
| 9 DNF                | DP     | 44                   | Doran Racing                                              | Jan Magnussen Terry Labonte Bobby Labonte Bryan Herta                                | Doran JE4                    | H     | 675   |
| 9 DNF                | DP     | 44                   | Doran Racing                                              | Jan Magnussen Terry Labonte Bobby Labonte Bryan Herta                                | Pontiac 5.0 L V8             | H     | 675   |
| 10                   | GT     | 71                   | Farnbacher Racing USA                                     | Wolf Henzler Dominik Farnbacher Pierre Ehret Shawn Price                             | Porsche 996 GT3 Cup          | H     | 664   |
| 10                   | GT     | 71                   | Farnbacher Racing USA                                     | Wolf Henzler Dominik Farnbacher Pierre Ehret Shawn Price                             | Porsche 3.6 L Flat-6         | H     | 664   |
| 11                   | GT     | 37                   | TPC Racing                                                | Mike Fitzgerald Manuel Matos Emil Assentato Nick Longhi                              | Porsche 996 GT3 Cup          | H     | 661   |
| 11                   | GT     | 37                   | TPC Racing                                                | Mike Fitzgerald Manuel Matos Emil Assentato Nick Longhi                              | Porsche 3.6 L Flat-6         | H     | 661   |
| 12                   | GT     | 61                   | TRG East                                                  | Robert Nearn Mark Wilkins David Lacey David Shep Greg Wilkins                        | Porsche 996 GT3 Cup          | H     | 659   |
| 12                   | GT     | 61                   | TRG East                                                  | Robert Nearn Mark Wilkins David Lacey David Shep Greg Wilkins                        | Porsche 3.6 L Flat-6         | H     | 659   |
| 13                   | GT     | 73                   | Baldwin-Tafel Racing                                      | Robin Liddell Jack Baldwin Craig Stanton Jim Tafel Andrew Davis                      | Porsche 996 GT3 Cup          | H     | 659   |
| 13                   | GT     | 73                   | Baldwin-Tafel Racing                                      | Robin Liddell Jack Baldwin Craig Stanton Jim Tafel Andrew Davis                      | Porsche 3.6 L Flat-6         | H     | 659   |
| 14                   | GT     | 65                   | Auto Gallery/TRG                                          | Andy Lally Marc Bunting Hugh Plumb Carlos de Quesada Kevin Buckler                   | Porsche 996 GT3 Cup          | H     | 656   |
| 14                   | GT     | 65                   | Auto Gallery/TRG                                          | Andy Lally Marc Bunting Hugh Plumb Carlos de Quesada Kevin Buckler                   | Porsche 3.6 L Flat-6         | H     | 656   |
| 15                   | GT     | 14                   | Autometrics Motorsports                                   | Leh Keen Cory Friedman Al Bacon Steve Johnson                                        | Porsche 996 GT3 Cup          | H     | 654   |
| 15                   | GT     | 14                   | Autometrics Motorsports                                   | Leh Keen Cory Friedman Al Bacon Steve Johnson                                        | Porsche 3.6 L Flat-6         | H     | 654   |
| 16                   | DP     | 66                   | Krohn Racing/TRG                                          | Max Papis Jörg Bergmeister Oliver Gavin                                              | Riley Mk XI                  | H     | 653   |
| 16                   | DP     | 66                   | Krohn Racing/TRG                                          | Max Papis Jörg Bergmeister Oliver Gavin                                              | Pontiac 5.0 L V8             | H     | 653   |
| 17                   | GT     | 16                   | TRG                                                       | Ross Bentley Colin Braun Adrian Carrio Brad Coleman Kevin Buckler                    | Porsche 996 GT3 Cup          | H     | 650   |
| 17                   | GT     | 16                   | TRG                                                       | Ross Bentley Colin Braun Adrian Carrio Brad Coleman Kevin Buckler                    | Porsche 3.6 L Flat-6         | H     | 650   |
| 18 DNF               | DP     | 67                   | Krohn Racing/TRG                                          | Niclas Jönsson Tracy Krohn Buddy Rice Boris Said Jimmy Morales                       | Riley Mk XI                  | H     | 642   |
| 18 DNF               | DP     | 67                   | Krohn Racing/TRG                                          | Niclas Jönsson Tracy Krohn Buddy Rice Boris Said Jimmy Morales                       | Pontiac 5.0 L V8             | H     | 642   |
| 19                   | DP     | 74                   | Robinson Racing                                           | Wally Dallenbach Jr. Paul Dallenbach George Robinson Johnny Unser                    | Riley Mk XI                  | H     | 641   |
| 19                   | DP     | 74                   | Robinson Racing                                           | Wally Dallenbach Jr. Paul Dallenbach George Robinson Johnny Unser                    | Lexus 4.3 L V8               | H     | 641   |
| 20                   | GT     | 63                   | Auto Gallery/TRG                                          | Dave Master Patrick Flanagan Marc Sluszny Derek Clark                                | Porsche 996 GT3 Cup          | H     | 639   |
| 20                   | GT     | Porsche 3.6 L Flat-6 | Auto Gallery/TRG                                          | Dave Master Patrick Flanagan Marc Sluszny Derek Clark                                |                              | H     | 639   |
| 21                   | GT     | 43                   | Team Sahlen                                               | Ron Zitza Brad Blum Eric Lux Wes Allen Victor Gonzalez Jr.                           | Porsche 996 GT3 Cup          | H     | 637   |
| 21                   | GT     | 43                   | Team Sahlen                                               | Ron Zitza Brad Blum Eric Lux Wes Allen Victor Gonzalez Jr.                           | Porsche3.6 L Flat-6          | H     | 637   |
| 22                   | DP     | 5                    | Essex Racing                                              | Chris Dyson Harrison Brix Rob Dyson James Gue                                        | Crawford DP03                | H     | 630   |
| 22                   | DP     | 5                    | Essex Racing                                              | Chris Dyson Harrison Brix Rob Dyson James Gue                                        | Ford 5.0 L V8                | H     | 630   |
| 23                   | DP     | 3                    | Cegwa Sport/Southard Motorsports                          | Darius Grala Mark Patterson Quentin Wahl Bohdan Kroczek Shane Lewis                  | Fabcar FDSC/03               | H     | 630   |
| 23                   | DP     | 3                    | Cegwa Sport/Southard Motorsports                          | Darius Grala Mark Patterson Quentin Wahl Bohdan Kroczek Shane Lewis                  | Lexus 4.3 L V8               | H     | 630   |
| 24                   | GT     | 52                   | Mastercar                                                 | Luca Drudi Gabrio Rosa Luis Monzón María de Villota                                  | Ferrari 360 Modena Challenge | H     | 627   |
| 24                   | GT     | 52                   | Mastercar                                                 | Luca Drudi Gabrio Rosa Luis Monzón María de Villota                                  | Ferrari 3.6 L V8             | H     | 627   |
| 25                   | GT     | 11                   | JMB Racing USA                                            | Matt Plumb David Gooding Peter Boss Jim Michaelian                                   | Ferrari 360 Modena Challenge | H     | 623   |
| 25                   | GT     | 11                   | JMB Racing USA                                            | Matt Plumb David Gooding Peter Boss Jim Michaelian                                   | Ferrari 3.6 L V8             | H     | 623   |
| 26                   | GT     | 04                   | Sigalsport                                                | Gene Sigal Miroslav Konôpka Troy Hanson Nikolas Konstant Jay Wilton                  | Porsche 996 GT3 Cup          | H     | 599   |
| 26                   | GT     | 04                   | Sigalsport                                                | Gene Sigal Miroslav Konôpka Troy Hanson Nikolas Konstant Jay Wilton                  | Porsche 3.6 L Flat-6         | H     | 599   |
| 27 DNF               | DP     | 49                   | Multimatic Motorsports                                    | Scott Maxwell Kurt Busch Matt Kenseth Greg Biffle                                    | Multimatic MDP1              | H     | 588   |
| 27 DNF               | DP     | 49                   | Multimatic Motorsports                                    | Scott Maxwell Kurt Busch Matt Kenseth Greg Biffle                                    | Ford 5.0 L V8                | H     | 588   |
| 28                   | GT     | 75                   | Flying Lizard Motorsports                                 | Lonnie Pechnik Seth Neiman Johannes van Overbeek Patrick Long Jon Fogarty            | Porsche 996 GT3 Cup          | H     | 582   |
| 28                   | GT     | 75                   | Flying Lizard Motorsports                                 | Lonnie Pechnik Seth Neiman Johannes van Overbeek Patrick Long Jon Fogarty            | Porsche 3.6 L Flat-6         | H     | 582   |
| 29                   | GT     | 80                   | Team Seattle / Synergy Racing                             | Don Kitch Jr. Don Gagne Don Pickering Chris Pallis                                   | Porsche 996 GT3 Cup          | H     | 582   |
| 29                   | GT     | 80                   | Team Seattle / Synergy Racing                             | Don Kitch Jr. Don Gagne Don Pickering Chris Pallis                                   | Porsche 3.6 L Flat-6         | H     | 582   |
| 30                   | GT     | 78                   | Farnbacher Racing USA                                     | Paul Bonham Bruce Phillips Paul Orwicz Ray Williams Paul Fairchild                   | Porsche 996 GT3 Cup          | H     | 581   |
| 30                   | GT     | 78                   | Farnbacher Racing USA                                     | Paul Bonham Bruce Phillips Paul Orwicz Ray Williams Paul Fairchild                   | Porsche 3.6 L Flat-6         | H     | 581   |
| 31                   | GT     | 53                   | Mastercar                                                 | Roberto Ragazzi Jesús Diez de Villarroel Giuseppe Chiminelli Constantino Bertuzzi    | Ferrari 360 Modena Challenge | H     | 553   |
| 31                   | GT     | 53                   | Mastercar                                                 | Roberto Ragazzi Jesús Diez de Villarroel Giuseppe Chiminelli Constantino Bertuzzi    | Ferrari 3.6 L V8             | H     | 553   |
| 32                   | GT     | 41                   | Team Sahlen                                               | Wayne Nonnamaker Joe Nonnamaker Will Nonnamaker James Jakes                          | Porsche 996 GT3 Cup          | H     | 544   |
| 32                   | GT     | 41                   | Team Sahlen                                               | Wayne Nonnamaker Joe Nonnamaker Will Nonnamaker James Jakes                          | Porsche 3.6 L Flat-6         | H     | 544   |
| 33 DNF               | DP     | 2                    | CITGO-Howard-Boss Motorsports (en)                        | Dario Franchitti Milka Duno Marino Franchitti Dan Wheldon                            | Crawford DP03                | H     | 528   |
| 33 DNF               | DP     | 2                    | CITGO-Howard-Boss Motorsports (en)                        | Dario Franchitti Milka Duno Marino Franchitti Dan Wheldon                            | Pontiac 5.0 L V8             | H     | 528   |
| 34 DNF               | DP     | 8                    | Rx.com / Synergy Racing                                   | Brian Frisselle Thomas Erdos Burt Frisselle Mike Newton                              | Doran JE4                    | H     | 523   |
| 34 DNF               | DP     | 8                    | Rx.com / Synergy Racing                                   | Brian Frisselle Thomas Erdos Burt Frisselle Mike Newton                              | BMW 4.3 L V8                 | H     | 523   |
| 35                   | GT     | 55                   | ASC Motorsports                                           | Zach Arnold Kurt Thiel John Stevenson Ken MacAlpine Scott Turner                     | Chevrolet Corvette           | H     | 507   |
| 35                   | GT     | 55                   | ASC Motorsports                                           | Zach Arnold Kurt Thiel John Stevenson Ken MacAlpine Scott Turner                     | Chevrolet 5.7 L V8           | H     | 507   |
| 36 DNF               | GT     | 36                   | TPC Racing                                                | Randy Pobst Spencer Pumpelly Jean-François Dumoulin Michael Levitas John Littlechild | Porsche 996 GT3 Cup          | H     | 495   |
| 36 DNF               | GT     | 36                   | TPC Racing                                                | Randy Pobst Spencer Pumpelly Jean-François Dumoulin Michael Levitas John Littlechild | Porsche 3.6 L Flat-6         | H     | 495   |
| 37                   | DP     | 9                    | Hyper Sport                                               | B. J. Zacharias David Donner Joe Foster Rick Skelton Blake Rosser                    | Doran JE4                    | H     | 493   |
| 37                   | DP     | 9                    | Hyper Sport                                               | B. J. Zacharias David Donner Joe Foster Rick Skelton Blake Rosser                    | Infiniti 4.3 L V8            | H     | 493   |
| 38 DNF               | GT     | 06                   | Bernheim Porsche Racing                                   | Dwain Derment Jack Lewis Anders Hainer Kevin Roush Steven Bernheim                   | Porsche 996 GT3 Cup          | H     | 488   |
| 38 DNF               | GT     | 06                   | Bernheim Porsche Racing                                   | Dwain Derment Jack Lewis Anders Hainer Kevin Roush Steven Bernheim                   | Porsche 3.6 L Flat-6         | H     | 488   |
| 39                   | GT     | 81                   | Team Seattle / Synergy Racing                             | Dave Gaylord Mae Van Wijk David Murry Rod Emory                                      | Porsche 996 GT3 Cup          | H     | 477   |
| 39                   | GT     | 81                   | Team Seattle / Synergy Racing                             | Dave Gaylord Mae Van Wijk David Murry Rod Emory                                      | Porsche 3.6 L Flat-6         | H     | 477   |
| 40                   | GT     | 23                   | Horizon Motorsports LLC                                   | Charles Espenlaub Kris Szekeres Todd Hanson Al Villamil Frank Del Vecchio            | Pontiac GTO                  | H     | 476   |
| 40                   | GT     | 23                   | Horizon Motorsports LLC                                   | Charles Espenlaub Kris Szekeres Todd Hanson Al Villamil Frank Del Vecchio            | Pontiac 5.7 L V8             | H     | 476   |
| 41                   | GT     | 62                   | Auto Gallery/TRG                                          | Takashi Inoue Akria Fujita Hiroshi Wada Akira Hirakawa Kiichi Takahashi              | Porsche 996 GT3 Cup          | H     | 468   |
| 41                   | GT     | 62                   | Auto Gallery/TRG                                          | Takashi Inoue Akria Fujita Hiroshi Wada Akira Hirakawa Kiichi Takahashi              | Porsche 3.6 L Flat-6         | H     | 468   |
| 42                   | DP     | 19                   | Ten Motorsports                                           | Memo Gidley Michael McDowell Michael Valiante Jonathan Bomarito                      | Riley MK XI                  | H     | 465   |
| 42                   | DP     | 19                   | Ten Motorsports                                           | Memo Gidley Michael McDowell Michael Valiante Jonathan Bomarito                      | BMW 5.0 L V8                 | H     | 465   |
| 43 DNF               | DP     | 29                   | Brumos Racing (en)                                        | Josh Vargo Jake Vargo Tim Vargo Brady Refenning                                      | Fabcar FDSC/03               | H     | 463   |
| 43 DNF               | DP     | 29                   | Brumos Racing (en)                                        | Josh Vargo Jake Vargo Tim Vargo Brady Refenning                                      | Porsche 3.6 L Flat-6         | H     | 463   |
| 44 DNF               | DP     | 59                   | Brumos Racing (en)                                        | J. C. France Hurley Haywood Timo Bernhard Mike Rockenfeller Romain Dumas             | Fabcar FDSC/03               | H     | 432   |
| 44 DNF               | DP     | 59                   | Brumos Racing (en)                                        | J. C. France Hurley Haywood Timo Bernhard Mike Rockenfeller Romain Dumas             | Porsche 3.6 L Flat-6         | H     | 432   |
| 45 DNF               | GT     | 51                   | Red Bull Ebimotors                                        | Karl Wendlinger Dieter Quester Johnny Mowlem Vincent Vosse                           | Porsche 996 GT3 Cup          | H     | 409   |
| 45 DNF               | GT     | 51                   | Red Bull Ebimotors                                        | Karl Wendlinger Dieter Quester Johnny Mowlem Vincent Vosse                           | Porsche 3.6 L Flat-6         | H     | 409   |
| 46 DNF               | DP     | 6                    | Michael Shank Racing                                      | Mike Borkowski Paul Mears Jr. Larry Connor Duncan Dayton                             | Riley Mk XI                  | H     | 399   |
| 46 DNF               | DP     | 6                    | Michael Shank Racing                                      | Mike Borkowski Paul Mears Jr. Larry Connor Duncan Dayton                             | Pontiac 5.0 L V8             | H     | 399   |
| 47                   | GT     | 85                   | Condor Motorsports                                        | Grant Phipps Mike Hardage Eddie Nahir Don Mayer Armando Trentini                     | Porsche 996 GT3 Cup          | H     | 355   |
| Porsche 3.6 L Flat-6 | GT     | 85                   | Condor Motorsports                                        | Grant Phipps Mike Hardage Eddie Nahir Don Mayer Armando Trentini                     |                              | H     | 355   |
| 48                   | GT     | 08                   | Goldin Brothers Racing                                    | Keith Goldin Scott Finlay Steve Goldin Martin Shuster                                | Mazda RX-8                   | H     | 336   |
| 48                   | GT     | 08                   | Goldin Brothers Racing                                    | Keith Goldin Scott Finlay Steve Goldin Martin Shuster                                | Mazda 1.3 L 3-Rotar RENESIS  | H     | 336   |
| 49 DNF               | DP     | 54                   | Kodak-Bell Motorsports                                    | Christian Fittipaldi Paul Tracy Terry Borcheller Ralf Kelleners Forest Barber        | Doran JE4                    | H     | 328   |
| 49 DNF               | DP     | Pontiac 5.0 L V8     | Kodak-Bell Motorsports                                    | Christian Fittipaldi Paul Tracy Terry Borcheller Ralf Kelleners Forest Barber        |                              | H     | 328   |
| 50 DNF               | DP     | 18                   | Chase Competition Engineering / CB Motorsports            | John Miller Chris Bingham Steven Ivankovich Tony Burgess Vic Rice                    | Chase CCE-001                | H     | 297   |
| 50 DNF               | DP     | 18                   | Chase Competition Engineering / CB Motorsports            | John Miller Chris Bingham Steven Ivankovich Tony Burgess Vic Rice                    | Pontiac 5.0 L V8             | H     | 297   |
| 51 DNF               | DP     | 79                   | Newman Racing / Silverstone Racing                        | Cristiano da Matta Sébastien Bourdais Paul Newman Mike Brockman                      | Crawford DP03                | H     | 290   |
| 51 DNF               | DP     | 79                   | Newman Racing / Silverstone Racing                        | Cristiano da Matta Sébastien Bourdais Paul Newman Mike Brockman                      | Ford 5.0 L V8                | H     | 290   |
| 52 DNF               | GT     | 64                   | Auto Gallery/TRG                                          | Pedro Courceiro Joe Policastro Jr. Cyrille Sauvage Miguel Amaral Joe Policastro      | Porsche 996 GT3 Cup          | H     | 276   |
| 52 DNF               | GT     | 64                   | Auto Gallery/TRG                                          | Pedro Courceiro Joe Policastro Jr. Cyrille Sauvage Miguel Amaral Joe Policastro      | Porsche 3.6 L Flat-6         | H     | 276   |
| 53 DNF               | GT     | 00                   | Aussie Assault                                            | Craig Baird Paul Morris Marcos Ambrose John Teulan                                   | Porsche 996 GT3 Cup          | H     | 271   |
| 53 DNF               | GT     | 00                   | Aussie Assault                                            | Craig Baird Paul Morris Marcos Ambrose John Teulan                                   | Porsche 3.6 L Flat-6         | H     | 271   |
| 54 DNF               | DP     | 39                   | Orbit Racing                                              | Marc Goossens Guy Smith Scott Sharp Jim Matthews                                     | Riley Mk XI                  | H     | 239   |
| 54 DNF               | DP     | 39                   | Pontiac 5.0 L V8                                          | Marc Goossens Guy Smith Scott Sharp Jim Matthews                                     |                              | H     | 239   |
| 55 DNF               | DP     | 50                   | Blackforest Motorsports                                   | Jeff Bucknum Tom Nastasi Henry Zogaib Doug Peterson Travis Duder                     | Multimatic MDP1              | H     | 223   |
| 55 DNF               | DP     | 50                   | Blackforest Motorsports                                   | Jeff Bucknum Tom Nastasi Henry Zogaib Doug Peterson Travis Duder                     | Ford 5.0 L V8                | H     | 223   |
| 56 DNF               | GT     | 48                   | Xtreme Racing Group                                       | Toni Seiler Hans Hauser Anthony Puelo Robert Dubler                                  | Chevrolet Corvette           | H     | 218   |
| Chevrolet 5.7 L V8   | GT     | 48                   | Xtreme Racing Group                                       | Toni Seiler Hans Hauser Anthony Puelo Robert Dubler                                  |                              | H     | 218   |
| 57 DNF               | GT     | 21                   | Prototype Technology Group                                | Bill Auberlen Joey Hand Ian James Chris Gleason                                      | BMW M3 E46                   | H     | 199   |
| 57 DNF               | GT     | 21                   | Prototype Technology Group                                | Bill Auberlen Joey Hand Ian James Chris Gleason                                      | BMW 3.2 L I6                 | H     | 199   |
| 58 DNF               | DP     | 09                   | Spirit of Daytona Racing                                  | Doug Goad Stéphane Grégoire Roberto Moreno Bob Ward                                  | Crawford DP03                | H     | 194   |
| 58 DNF               | DP     | 09                   | Spirit of Daytona Racing                                  | Doug Goad Stéphane Grégoire Roberto Moreno Bob Ward                                  | Pontiac 5.0 L V8             | H     | 194   |
| 59 DNF               | GT     | 22                   | Prototype Technology Group                                | Justin Marks Tommy Milner Kelly Collins Richard Valentine                            | BMW M3 E46                   | H     | 168   |
| 59 DNF               | GT     | 22                   | Prototype Technology Group                                | Justin Marks Tommy Milner Kelly Collins Richard Valentine                            | BMW 3.2 L I6                 | H     | 168   |
| 60 DNF               | DP     | 86                   | Synergy Racing                                            | Peyton Sellers Arthur Urciuoli Jason Workman Steve Marshall                          | Picchio DP2                  | H     | 134   |
| 60 DNF               | DP     | 86                   | Synergy Racing                                            | Peyton Sellers Arthur Urciuoli Jason Workman Steve Marshall                          | BMW 5.0 L V8                 | H     | 134   |
| 61 DNF               | GT     | 93                   | TPC Racing                                                | Guy Cosmo Dave Stewart Rob Stewart Gary Stewart Bob Gilbert                          | Porsche 996 GT3 Cup          | H     | 85    |
| 61 DNF               | GT     | 93                   | TPC Racing                                                | Guy Cosmo Dave Stewart Rob Stewart Gary Stewart Bob Gilbert                          | Porsche 3.6 L Flat-6         | H     | 85    |
| 62 DNF               | GT     | 46                   | Michael Baughman Racing                                   | Michael Baughman Mike Yeakle                                                         | Chevrolet Corvette           | H     | 20    |
| 62 DNF               | GT     | 46                   | Michael Baughman Racing                                   | Michael Baughman Mike Yeakle                                                         | Chevrolet 5.7 L V8           | H     | 20    |

## Statistiques
- Pole Position - #01 CompUSA Chip Ganassi avec Felix Sabates - 1:46.928
- Record du tour - #10 SunTrust Racing - 1:47.339
- Distance - 4 068,300 km
- Vitesse moyenne - 169.334 km/h